# Jean-Baptiste Pointe du Sable
Jean-Baptiste Pointe du Sable (c. 1745. – 1818. augusztus 18.) volt az első nem indián lakója annak a helynek, ahol ma Chicago városa fekszik.

## Élete
Korai életéről nem sokat tudni. Haitin született kreol anyanyelvű fekete családba, ami miatt a történészek sokáig nem vettek tudomást a létezéséről, és John Kinzie-t, a hely első fehér lakóját tartották Chicago első nem indián lakosának. Kinzie azonban valójában Pointe du Sable volt birtokát vásárolta meg 1800-ban. A birtokon álló házat Pointe du Sable még az 1770-es évek végén építette, amikor szülőhazáját hátrahagyva (amely akkor még szintén gyarmat volt) úgy döntött, hogy a kontinensen próbál szerencsét. A farm egy házból, két szénapajtából, egy lovak által hajtott malomból egy ehhez tartozó „sütőházból”, egy baromfiólból és egy füstölőházból állt, amelyek belső berendezése is elég gazdag volt.
Poointe du Sable egy helyi potavatomi indián törzsfőnök lányát vette feleségül. Az amerikai függetlenségi háború alatt a britek többször is letartóztatták és St. Claire-ben (Detroit közelében) börtönbe vetették.
A háború után, 1795-ben létrehozott egy kereskedelmi állomást (trading post) a mai Chicago területén, azonban 1800-ban ismeretlen okokból úgy döntött, hogy továbbáll és családjával nyugatnak veszi az irányt. Otthonát a brit William Burnett (1779–1861) megbízásából Jean La Lime vette meg, de még abban az évben Burnett üzlettársának, John Kinzie-nek a tulajdonába került, aki oda is költözött. Alig három évvel később megérkeztek az első telepesek, a hadsereg által 1803-ban a Chicago folyó partján felépített Fort Deaborn erődjébe.